# Бегемот
Бегемотът е митично животно, споменато в Библията (Йов 40:10–27 СИ (Библия, Синодално издание, 1982 г.)).
Повечето екзегети (богослови-тълкуватели) виждат в него съвсем обикновен хипопотам, но в Библията е записано, че „само Оня, който го е сътворил, може“ да се справи с него.

## Други
Бегемотът е и култов звяр в играта "Horizon zero dawn ". Там митичното същество приема формата на роботизиран многотонен звяр, който обхожда и изследва света. Две панти на корема му държат барабан пълен с ценни екземпляри от заобикалящата го среда. Тези панти са слаби към всичко, и откачането на барабана изисква само прецизност. 1 стрела и ще може да съберете материалите от изпадналия барабан
- В руския език хипопотамът се нарича „бегемот“.
- Бегемот е едно от имената на Дявола през Средновековието.
- Бегемот е името на котарака-демон от романа на Михаил Булгаков „Майстора и Маргарита“.

1. ↑  Комбинирана информация от статии, книги и видео по темата.(Всичко е вярно, но е абсолютна гавра, че всеки може да пише в уикипедия.)